# ماريانو طرابشي
ماريانو طرابشي (بالإسبانية: Mariano Trípodi)‏ (مواليد 3 يوليو 1987)، هو لاعب كرة قدم كان يلعب كمهاجم.

## وصلات خارجية
- ماريانو طرابشي على موقع رابطة كرة القدم اليابانية للمحترفين (اليابانية)
- ماريانو طرابشي على موقع قاعدة بيانات كرة القدم.إي يو (الإنجليزية)
- ماريانو طرابشي على موقع Soccerway.com (الإنجليزية)
- ماريانو طرابشي على موقع عالم كرة القدم.نت (الإنجليزية)